# François Chapeville
François Chapeville (ur. 2 stycznia 1924 w Godowej jako Franciszek Chrapkiewicz, zm. 30 listopada 2020 w Paryżu) – polski i francuski biochemik.

## Życiorys
Urodził się w ówczesnym województwie lwowskim jako syn Józefa i Stanisławy z domu Wnęk. W 1951 zawarł związek małżeński z malarką Renée Bouvier.
Przed II wojną światową ukończył szkołę podstawową i trzy klasy gimnazjum w Strzyżowie. Należał do harcerstwa. Okres okupacji niemieckiej spędził w Godowej, pomagając ojcu w garbowaniu skór. Pracował też w niemieckiej firmie budującej tunel w Żarnowskiej Górze. Jego rodzice zostali zamordowani w 1944 we własnym domu przez niezidentyfikowaną bojówkę AK podejrzewającą Chrapkiewiczów o kolaborację z Niemcami. Franciszek Chrapkiewicz wyjechał do Chabówki i Poronina, gdzie pracował w tartakach. Trafił do Krakowa zaraz po jego wyzwoleniu. Tam został aresztowany przez funkcjonariuszy UB w trakcie akcji odbicia więźniów politycznych. W 1945 objęła go amnestia. W 1946 uciekł przez Szczecin i Berlin na tereny Niemiec, na których stacjonowała dywizja pancerna generała Stanisława Maczka. Tam ukończył szkołę średnią, po czym wyjechał do Francji. Podjął studia weterynaryjne na École nationale vétérinaire d’Alfort, a po ich ukończeniu w 1951 studia w dziedzinie biochemii i biologii molekularnej na Uniwersytecie Paryskim. W 1952 uzyskał doktorat z weterynarii, a w 1960 doktorat z nauk przyrodniczych. W 1953 przyjął francuskie obywatelstwo, zmienił imię i nazwisko na François Chapeville, podjął zatrudnienie w Centre national de la recherche scientifique.
W dziedzinie farmakologii odkrył i opisał właściwości hirudyny. Prowadził badania nad metabolizmem związków siarki. Odkrycia w tej dziedzinie wzbudziły zainteresowanie m.in. Fritza Lipmanna, który zaprosił Franciszka Chrapkiewicza w 1961 do współpracy w jego laboratorium na Uniwersytecie Rockefellera w Nowym Jorku. Tam dokonał kolejnego odkrycia: wyjaśnił mechanizm informowania tworzących się białek o tym, jaka ma być struktura powstającego organizmu. W 1962 wrócił do Francji, gdzie Jacques Monod doprowadził do mianowania go profesorem Sorbony i przydzielenia laboratorium badawczego. Tam rozszerzył swoje badania na mechanizmy funkcjonowania genomu, jak również na wirusologię roślin i embriologię. Przeszedł na emeryturę w 1991.
Prowadził wykłady w Paryżu, Orsay, Cambridge, Nowym Jorku, Lagos i Tokio. Pełnił różne funkcje w około 20 komitetach i radach naukowych, udzielał się jako ekspert i doradca na szczeblach ministerialnych. Autor i współautor ponad 200 publikacji.
Od czasu przemian politycznych z 1989 regularnie odwiedzał Podkarpacie. Założył Towarzystwo na Rzecz Rehabilitacji Zdrowotnej w Strzyżowie. Był członkiem zagranicznym Polskiej Akademii Nauk.

## Odznaczenia i wyróżnienia
- Kawaler Orderu Zasługi Rolniczej (1981)
- Order Palm Akademickich (1985)
- Kawaler Legii Honorowej (1991)
- Krzyż Komandorski Orderu Zasługi Rzeczypospolitej Polskiej (1991)
- Tytuł honorowego obywatela Strzyżowa (1991)[4]
- Doctor honoris causa Akademii Medycznej w Krakowie (1991)
- Medal Polskiej Akademii Nauk im. Mikołaja Kopernika (1999)
- Doctor honoris causa Uniwersytetu Rzeszowskiego (2008)
- Krzyż Komandorski z Gwiazdą Orderu Odrodzenia Polski (2013)[5]

## Publikacje
- François Chapeville, Biochimie d'hérédité, Paryż 1970.
- François Chapeville, Hubert Clauser (red.), Biochimie, Paryż 1974.
- François Chapeville, Anne-Lise Haenni, Biosynthèse de protéines, Paryż 1982.